# Gare aux Gnomes
 (juin 2020).
Si vous disposez d'ouvrages ou d'articles de référence ou si vous connaissez des sites web de qualité traitant du thème abordé ici, merci de compléter l'article en donnant les références utiles à sa vérifiabilité et en les liant à la section « Notes et références ».
Pour plus de détails, voir Fiche technique et Distribution.
Gare aux Gnomes (Gnome Alone) est un film d'animation informatique 3D américain sorti en 2018. Il est réalisé par Peter Lepeniotis, produit par John H. Williams et Danielle Sterling, et scénarisé par Michael Schwartz et Zina Zaflow.

## Synopsis
Chloe vient d'emménager avec sa mère dans une nouvelle maison, où elle rencontre des nains de jardin qui l'appellent à l'aide pour sauver le monde.

## Fiche technique
- Titre : Gare aux Gnomes
- Titre original : Gnome Alone
- Réalisation : Peter Lepeniotis
- Scénario : Becky G, Josh Peck et Jeff Dunham
- Musique : Patrick Stump
- Sociétés de production : Vanguard Animation, 3QU Media et Cinesite
- Pays de production :  États-Unis,  Canada
- Langue originale : anglais
- Genre : animation, comédie fantastique

## Distribution
- Becky G : Chloe
- Josh Peck : Liam
- Tara Strong : Catherine
- Olivia Holt : Brittany
- David Koechner : Zamfeer
- Jeff Dunham : Quicksilver
- Patrick Stump : Alpha / Bravo / Charlie
- Nash Grier (en) : Trey
- Madison De La Garza : Tiffany et Chelsea
- George Lopez : Zook

## Libération
Le film était initialement prévu pour une sortie le 13 octobre 2017, mais le 12 octobre 2017, le film a été repoussé au 2 mars 2018. Cependant, le film n'est pas sorti à cette date. Le film est finalement sorti le 20 avril 2018 en Amérique latine, en Europe et en Asie. Il a ensuite été annoncé pour être publié le 19 octobre 2018 via Netflix aux États-Unis.